# Episodi di The Tall Man (prima stagione)
La prima stagione della serie televisiva The Tall Man è stata trasmessa in anteprima negli Stati Uniti d'America dalla NBC tra il 10 settembre 1960 e il 3 giugno 1961.
| nº | Titolo originale         | Titolo italiano | Prima TV USA      | Prima TV Italia |
| -- | ------------------------ | --------------- | ----------------- | --------------- |
| 1  | Garrett and the Kid      |                 | 10 settembre 1960 |                 |
| 2  | Forty-Dollar Boots       |                 | 17 settembre 1960 |                 |
| 3  | Bad Company              |                 | 24 settembre 1960 |                 |
| 4  | The Shawl                |                 | 1º ottobre 1960   |                 |
| 5  | The Lonely Star          |                 | 8 ottobre 1960    |                 |
| 6  | A Bounty for Billy       |                 | 15 ottobre 1960   |                 |
| 7  | The Parson               |                 | 29 ottobre 1960   |                 |
| 8  | Night Train to Tularosa  |                 | 5 novembre 1960   |                 |
| 9  | Larceny and Young Ladies |                 | 12 novembre 1960  |                 |
| 10 | Counterfeit Law          |                 | 19 novembre 1960  |                 |
| 11 | And the Beast            |                 | 26 novembre 1960  |                 |
| 12 | Bitter Ashes             |                 | 3 dicembre 1960   |                 |
| 13 | McBean Rides Again       |                 | 10 dicembre 1960  |                 |
| 14 | Tiger Eye                |                 | 17 dicembre 1960  |                 |
| 15 | Billy's Baby             |                 | 24 dicembre 1960  |                 |
| 16 | One of One Thousand      |                 | 31 dicembre 1960  |                 |
| 17 | First Blood              |                 | 7 gennaio 1961    |                 |
| 18 | A Gun Is for Killing     |                 | 14 gennaio 1961   |                 |
| 19 | The Grudge Fight         |                 | 21 gennaio 1961   |                 |
| 20 | The Best Policy          |                 | 28 gennaio 1961   |                 |
| 21 | The Reversed Blade       |                 | 4 febbraio 1961   |                 |
| 22 | Dark Moment              |                 | 11 febbraio 1961  |                 |
| 23 | The Reluctant Bridegroom |                 | 18 febbraio 1961  |                 |
| 24 | Maria's Little Lamb      |                 | 25 febbraio 1961  |                 |
| 25 | Big Sam's Boy            |                 | 4 marzo 1961      |                 |
| 26 | The Last Resource        |                 | 11 marzo 1961     |                 |
| 27 | Rovin' Gambler           |                 | 18 marzo 1961     |                 |
| 28 | Hard Justice             |                 | 25 marzo 1961     |                 |
| 29 | The Legend and the Gun   |                 | 1º aprile 1961    |                 |
| 30 | A Kind of Courage        |                 | 8 aprile 1961     |                 |
| 31 | Millionaire McBean       |                 | 15 aprile 1961    |                 |
| 32 | A Scheme of Hearts       |                 | 22 aprile 1961    |                 |
| 33 | The Cloudbusters         |                 | 29 aprile 1961    |                 |
| 34 | Ransom of a Town         |                 | 6 maggio 1961     |                 |
| 35 | Ladies of the Town       |                 | 20 maggio 1961    |                 |
| 36 | Death or Taxes           |                 | 27 maggio 1961    |                 |
| 37 | The Great Western        |                 | 3 giugno 1961     |                 |